# Gensat
Der Gensat (im Oberlauf auch Ruisseau de Mirabel genannt) ist ein kleiner Fluss in Frankreich, der im Département Puy-de-Dôme in der Region Auvergne-Rhône-Alpes verläuft. Er entsteht im Regionalen Naturpark Volcans d’Auvergne aus dem Zusammenfluss mehrerer Quellbäche im westlichen Gemeindegebiet von Volvic, entwässert generell Richtung Osten  und mündet nach rund 18 Kilometern im Gemeindegebiet von Chappes als linker Nebenfluss in den Bedat. Auf seinem Weg quert der Gensat bei Ménétrol die Autobahn-ähnlich ausgebaute Route nationale 9 (aktuell in Route départementale D2009 umbenannt) sowie die Bahnstrecke Saint-Germain-des-Fossés–Nîmes (Ardennenbahn).

## Orte am Fluss
(Reihenfolge in Fließrichtung)
- Volvic
- Marsat
- Mirabel, Gemeinde Riom
- Ménétrol
- Saint-Beauzire
- Chappes

## Sehenswürdigkeiten
- Château de Mirabel, Schloss aus dem 17. Jahrhundert am Flussufer bei Riom – Monument historique[4]